# Glyptothorax rugimentum
 Glyptothorax rugimentum és una espècie de peix de la família dels sisòrids i de l'ordre dels siluriformes.

## Morfologia
Els mascles poden assolir els 7,9 cm de llargària total.

## Distribució geogràfica
Es troba a Myanmar i l'oest de Tailàndia, incloent-hi el riu Salween.